# HD 69830
HD 69830 é uma estrela anã laranja a aproximadamente 41 anos-luz de distância na constelação de Puppis (Popa). Em 2005, o Telescópio Espacial Spitzer descobriu uma cintura de asteroides que orbita a estrela. A cintura parece ser muito maior e mais activa do que a cintura do sistema solar. Em 2006, foi confirmado que três planetas extrassolares da massa de Neptuno orbitam a estrela, interiores à cintura.

## Características
HD 69830 é uma estrela anã laranja de tipo espectral K0V. A estrela tem uma massa de cerca 86% do Sol, 89 % do seu raio, e 45 % da sua luminosidade. Contendo entre 89 e 93% menos ferro que o Sol, estimativas recentes da idade indicam que a estrela tem cerca de 7 bilhões de anos. HD 69830 está localizado a cerca de 41,0 anos-luz do Sol, situada na parte nordeste da constelação de Puppis (a Popa). A estrela pode ser encontrada a este de Sírio, a sudoeste de Prócion, a nordeste de Delta Canis Majoris, e a norte de Zeta Puppis.

## Sistema planetário

Representação das órbitas dos planetas de HD 69830 e o seu disco de detritos.

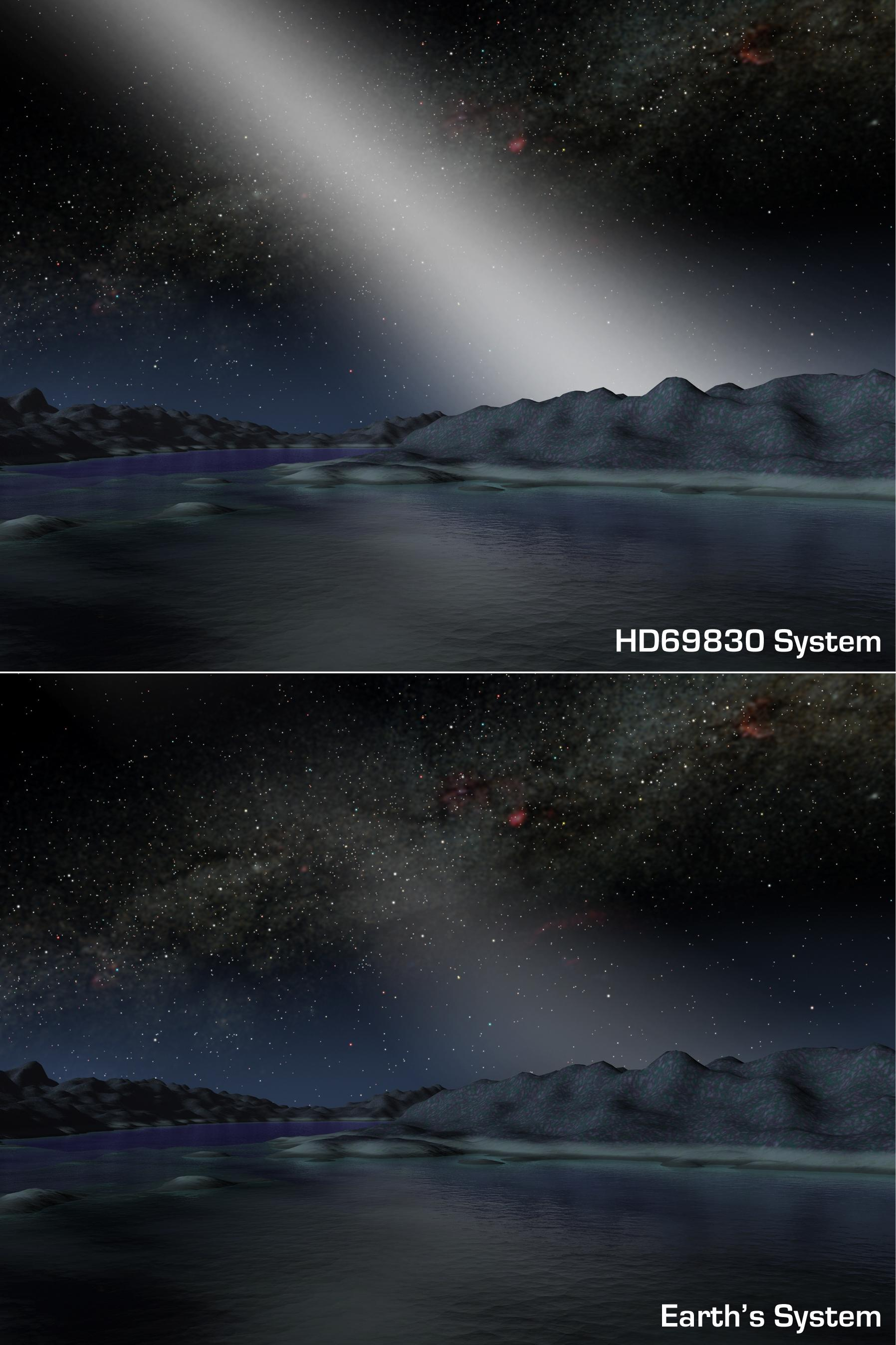
Uma comparação entre o céu nocturno da Terra e um corpo do sistema HD 69830.

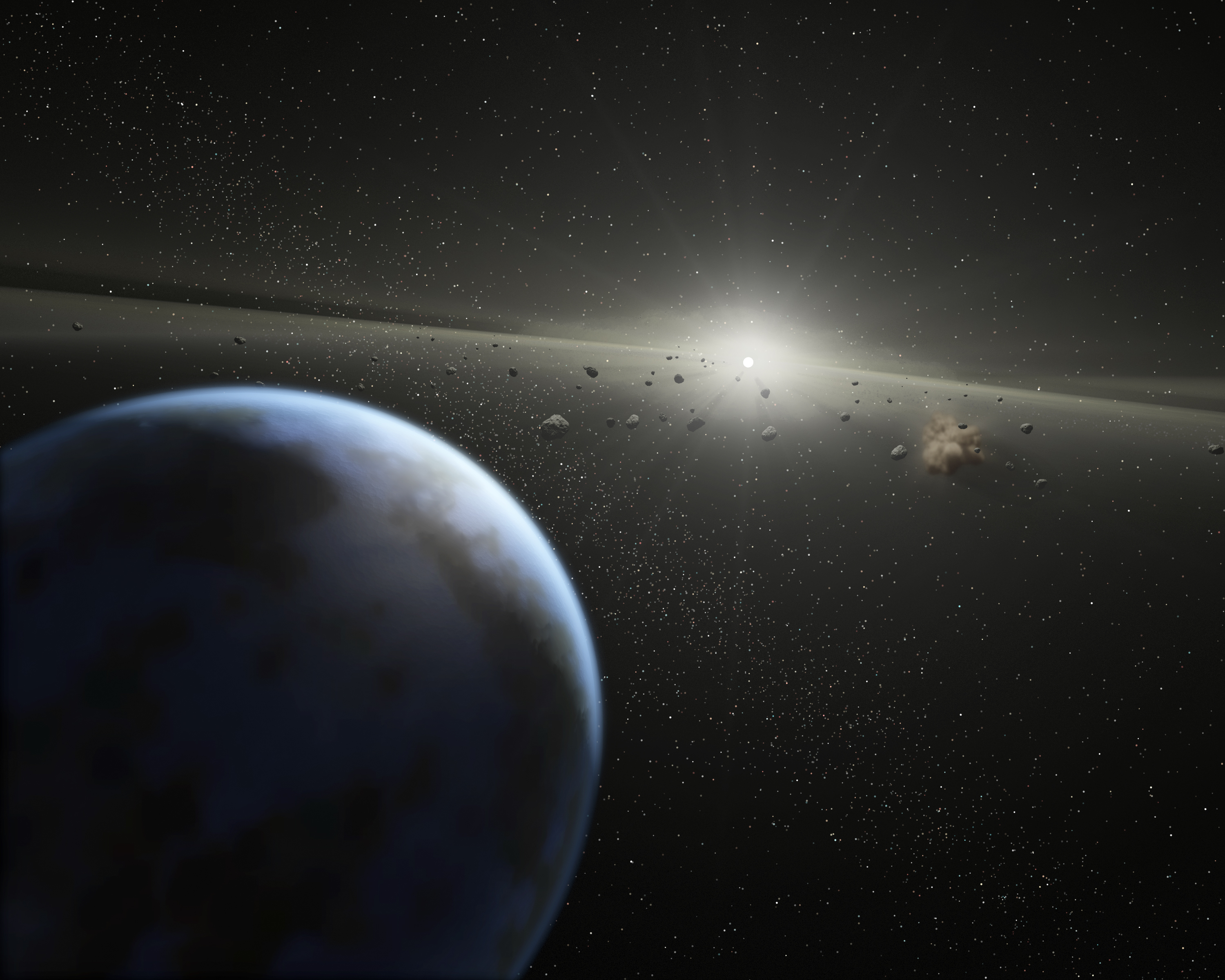
Impressão artística da cintura de asteroides e um hipotético planeta exterior.

| Planeta | Massa     | Semieixo maior (UA) | Período orbital (dias) | Excentricidade |
| ------- | --------- | ------------------- | ---------------------- | -------------- |
| b       | ≥0,033 MJ | 0,0785              | 8,667 ± 0,003          | 0,1 ± 0,04     |
| c       | ≥0,038 MJ | 0,186               | 31,56 ± 0,04           | 0,13 ± 0,06    |
| d       | ≥0,058 MJ | 0,63                | 197 ± 3                | 0,07 ± 0,07    |

### Cintura de asteroides
Em 2005, o Telescópio Espacial Spitzer detectou poeiras no sistema HD 69830 consistentes com a existência de uma cintura de asteroides vinte vezes mais massiva do que no nosso próprio sistema. Pensava-se, inicialmente, qua a cintura se encontrava colocada numa órbita equivalente à de Vénus no nosso próprio sistema solar, o que a colocaria entre as órbitas do segundo e terceiro planetas. A cintura seria tão grande que as noites de todos os planetas próximos seriam iluminadas pela luz zodiacal, 1000 vezes mais brilhante do que a observada na Terra, ofuscando facilmente a Via Láctea.
Uma análise mais aprofundada do espectro da cintura revelou que esta é composta de materiais altamente processados, e que se assemelha a um asteróide tipo P ou tipo D perturbado num raio de ~30 km, contendo muitos pequenos grãos de gelo que não iriam sobreviver a distâncias próximas da estrela. Em vez disso, parece mais provável que a cintura esteja localizada fora da órbita do planeta mais exterior, a aproximadamente 1 UA da estrela. Esta região tem ressonâncias médias do movimento em 2:1 e 5:2 com HD 69830 d.

### Planetas
A 17 de Maio de 2006, uma equipa de astrónomos, usando o espectrógrafo HARPS do Observatório Europeu do Sul (ESO) no telescópio de 3,6 metros de La Silla, no deserto do Atacama, no Chile, anunciaram a descoberta de três planetas extrassolares a orbitar a estrela. Com massas mínimas entre 10 a 18 vezes da Terra, os três planetas são considerados semelhantes em massa aos planetas Urano e Neptuno. Desde 2005, nenhum planeta com mais de metade da massa de Júpiter (planeta)Júpiter, foi detectado num limite de três unidades astronómicas de HD 69830.
O planeta descoberto na órbita mais externa parece estar na zona habitável do sistema, onde a água líquida poderia permanecer estável (serão necessários dados mais precisos sobre a luminosidade da estrela primária para determinar se está na zona habitável). HD 69830 é o primeiro sistema planetário extra-solar em torno de uma estrela semelhante ao Sol, sem planetas conhecidos comparáveis, em massa, a Júpiter ou Saturno.